# Religioses de Maria Immaculada Missioneres Claretianes
Les Religioses de Maria Immaculada Missioneres Claretianes (en castellà Religiosas de María Inmaculada) són un institut religiós femení de dret pontifici, concretament una congregació religiosa. Popularment són conegudes com a Missioneres Claretianes, posposen al seu nom les sigles R.M.I.
No s'han de confondre amb les Religioses de Maria Immaculada, congregació fundada en 1876 per Vicenta María López y Vicuña.

## Història
La congregació va ser fundada per Maria Antònia París (1813-1885) amb la col·laboració de Sant Antoni Maria Claret i Clarà (1807-1870). Havia estat novícia a la Companyia de Maria de Tarragona, però en 1842 va tenir la idea de fundar una nova congregació, i la va comunicar al pare Claret.
Alguns anys després, Claret, que ara era arquebisbe de Santiago de Cuba, convidà la religiosa i algunes companyes que s'hi havien unit a unir-se amb ell i col·laborar en l'apostolat que feien els Missioners Fills del Cor Immaculat de Maria que havia fundat l'any anterior. El 15 d'agost de 1851, a la Catedral de Tarragona, les dones van fer vot de mantenir-se unides i en 1852 van arribar a Cuba.
Van obtenir l'autorització de Pius IX el 25 d'agost del 1855; llavors Claret va signar el decret d'erecció del nou institut, posant-lo sota la protecció de la Immaculada Concepció. El 1858 la fundadora es va traslladar a la península Ibèrica, fundant-hi altres cases.
L'aprovació de la Santa Seu va arribar el 13 de gener de 1899.

## Activitat i difusió
Les Religioses de Maria Immaculada són una congregació essencialment missionera: les germanes es dediquen a anunciar la paraula de Déu mitjançant l'ensenyament, la catequesi, publicacions, tant a creients com a no creients.
Al final de 2005, la congregació tenia 518 religioses a 86 cases a: Argentina, Bèlgica, Brasil, Colòmbia, Congo-Brazzaville, Congo Kinshasa, Corea del Sud, Cuba, Espanya, Estats Units, Filipines, Japó, Hondures, Índia, Itàlia, Mèxic, Panamà, Polònia, Santo Domingo i Veneçuela.